# Гіменей
Гімене́й (дав.-гр. Ὑμήν) — син Діоніса й Афродіти (за іншою версією Аполлона й однієї з муз: Калліопи, Уранії або Терпсіхори), покровитель подружжя та шлюбу. Розповіді про його походження і зв'язки з різними міфічними особами суперечливі. За одним із міфів Гіменей — красень-юнак, співець і музикант, що раптово помер на весіллі Діоніса (варіант — несподівано втратив голос). Його ім'ям названо урочисту весільну пісню на честь молодят (за іншою версією ім'я бога походить від назви пісні). Згідно з орфічним переказом Асклепій воскресив Гіменея.

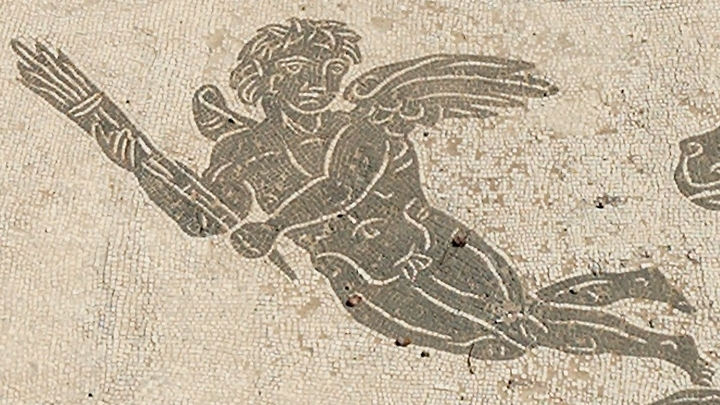
Гіменей

Гіменея зображували у вигляді вродливого юнака із запаленим смолоскипом та гірляндою квітів; за переконанням стародавніх, слабке полум'я смолоскипа під час весілля вважалося нещасливою прикметою для молодого подружжя.
Образ Гіменея надихав Рубенса, Ванлоо та інших художників.
Вислів «пута Гіменея» означає — «подружні зв'язки».